# Peter Lanzani
Juan Pedro Lanzani ou Peter Lanzani, né le 24 août 1990 à Buenos Aires, est un acteur et chanteur argentin. Il est notamment connu pour son rôle de Thiago dans la série Casi Ángeles, de 2007 à 2010.

## Biographie

### Enfance
Juan Pedro Lanzani est né le 24 août 1990 à Buenos Aires, en Argentine.
Il a trois frères qui s’appellent Juan Martin, Juan Pablo, Juan Bautista. Il étudie à l'Anunciación de Maria School et la Belgrano Day School à Buenos Aires.

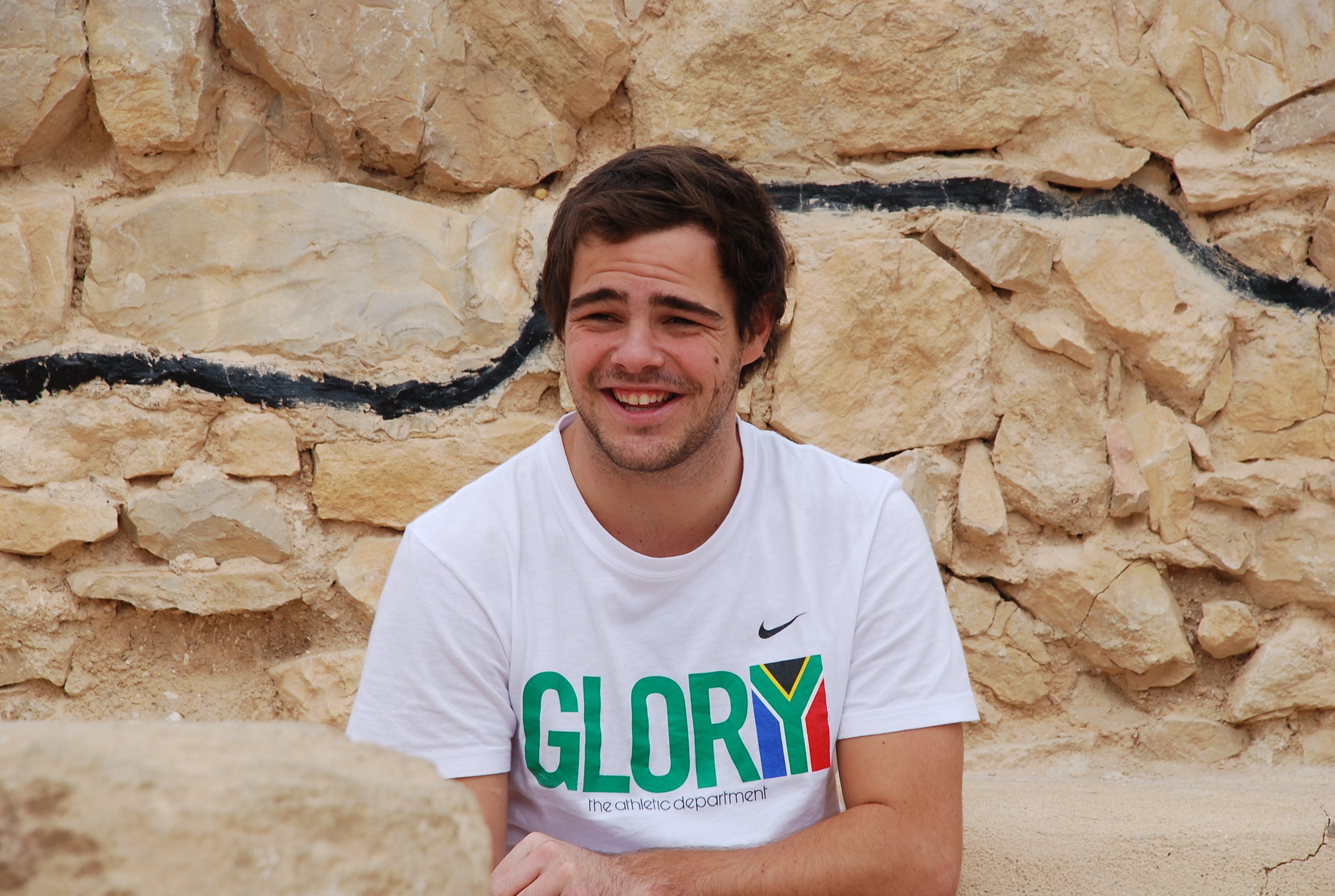
Peter en Israël en 2011.

Lanzani a eu l'habitude de jouer au rugby professionnellement, mais l'a laissé tomber en raison de sa poursuite d'une carrière d'acteur, mais il joue toujours de temps en temps .

### Carrière

#### En tant qu'acteur
En 2004, Juan Pedro a commencé sa carrière comme modèle pour Mimo & Co. En 2006, il fait ses débuts dans la télévision jouant Tabano dans la série Chiquititas sin fin.
De 2007 à 2010, il joue le rôle principal dans la série Casi Ángeles. La série, qui est devenue un des programmes les plus populaires à la télévision, a été prise au théâtre où il produit des records de box-office et est devenu le "deuxième plus vu dans l'histoire du théâtre argentin". Dans une enquête conduite dans la version électronique du journal argentin La nacion, il a été choisi comme étant l'idole du petit écran 2010.
En 2011, il joue le rôle German dans la comédie Cuando me sonreis.
En 2012, il joue Eliseo Lacroix dans la mini-série La Dueña. En juin 2012, il fait une apparition spéciale dans le feuilleton Dulce Amor. Il joue depuis 2013 dans la série Aliados.

#### En tant que chanteur

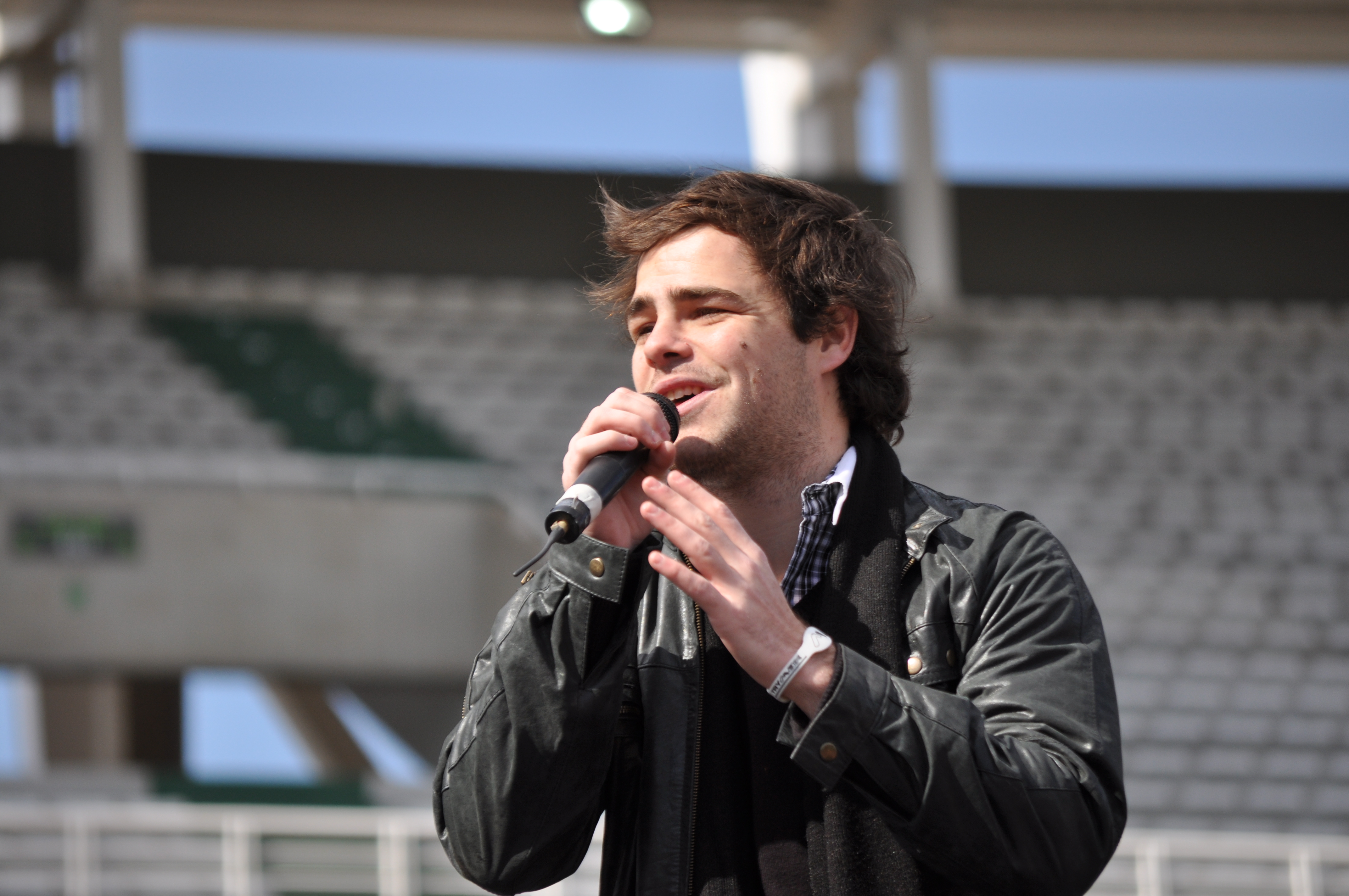
Peter Lanzani en 2011

Avec son travail dans la série Casi Ángeles, il est devenu un membre de la bande Teen Angels  avec Lali Esposito et les autres acteurs de la série. Les deux premiers albums du groupe ont rapidement été certifiés disques de platine grâce à ses ventes, tandis que le troisième a été classé cinquième meilleur album en 2009. Le groupe est apparu à plusieurs reprises au Theatro Gran Rex de Buenos Aires, mais aussi en Espagne, en Israël et une bonne partie de l'Amérique latine.

### Vie privée
De 2006 à 2010, Peter est sorti avec Mariana Esposito, qu'il a connu sur le tournage de Chiquititas[réf. nécessaire]. Il a entamé une relation fin 2013 avec l'actrice et chanteuse Martina Stoessel . Leur rupture est annoncée en décembre 2015.

## Filmographie

### Télévision
- 2006 : Chiquititas Sin Fin : Nicolás "Tabano" Ramírez
- 2006 : Chiquititas : Tabano
- 2007-2010 : Casi Ángeles : Thiago Bedoya Aguero
- 2011 : Cuando me sonreis : German
- 2012 : La Dueña : Eliseo Lacroix
- 2012 : Dulce Amor : Fede
- depuis 2013 : Aliados : Noah Garcia Iturbe
- 2014 : Señores Papis : Martín Frenkel

### Cinéma
- 2013 : Teen Angels: El adiós : Lui-même
- 2015 : El Clan de Pablo Trapero :  Alejandro Puccio
- 2017 : Sólo se vive una vez de Federico Cueva : Leonardo Andrade
- 2018 : L'Ange (El Ángel) de Luis Ortega : Miguel
- 2019 : 4x4 de Mariano Cohn : Ciro
- 2025 : Pile ou Face (Testa o croce) d'Alessio Rigo de Righi et Matteo Zoppis

## Théâtre
- 2006 : Chiquititas Sin Fin : Nicolás "Tabano" Ramírez
- 2007-2010 : Casi Ángeles : Thiago Bedoya Aguero
- 2011-2012 : Teen Angels : Lui-même
- 2013 : Camila, nuestra historia de amor : Lasdislao Gutierrez
- 2014 : El club del hit : Lui-même
- 2014 : Fuerza Bruta : Le "coureur"
- 2014 : Casi Normales : Henry
- 2014 : Señores y señores del musical : Lui-même
- 2013 - 2014 : Aliados : Noah Garcia Iturbe

## Distinctions

### Récompenses
- 2013 Kid's Choice Awards Argentina : Acteur préféré pour Aliados
- 2014 Kid´s Choice Awards Argentina : Acteur préféré pour Aliados

### Nominations
- 2014 Premios Martin Fierro : Acteur de comédie musicale préféré pour Aliados